# A.O. Andersen
 Der er flere personer med dette navn, se A.O. Andersen (skibsreder).
Arne Oluf Andersen (født 16. november 1939), dansk politiker og minister (Centrum-Demokraterne).

## Baggrund og karriere
A.O. Andersen var medlem af CD fra ca. en uge efter partiets stiftelse indtil 31. oktober [2006, hvor han meldte sig ud af partiet i protest mod landsformand Bjarne Møgelhøjs forsøg på at rekruttere Naser Khader fra Det Radikale Venstre som ny formand for partiet.
Andersen var kirkeminister i Regeringen Poul Nyrup Rasmussen I fra 25. januar 1993 til 28. januar 1994, fra 28. januar tillige forskningsminister i samme regering indtil den 27. september 1994.
Mellem 2006-2010 var A.O. Andersen for Borgerlisten medlem af Faxe kommunalbestyrelse.
A.O. Andersen var midlertidigt medlem af Folketinget som stedfortræder for Yvonne Herløv Andersen fra 12. til 18. december 1978.